# Шафарско
Шафарско (словен. Šafarsko, мађ. Ligetfalva) је насељено место у општини Разкрижје, Помурска регија, Словенија.

## Историја
До територијалне реорганизације у Словенији било је у саставу старе општине Љутомер.

## Становништво
У попису становништва из 2011. године, Шафарско је имало 298 становника.
| Број становника према пописима | Број становника према пописима | Број становника према пописима |
| ------------------------------ | ------------------------------ | ------------------------------ |
| 1991                           | 2002                           | 2011                           |
| 329                            | 289                            | 298                            |